# Északi hosszúszárnyú gömbölyűfejű-delfin
Az északi hosszúszárnyú gömbölyűfejű-delfin (Globicephala melas edwardii) az emlősök (Mammalia) osztályának párosujjú patások (Artiodactyla) rendjébe, ezen belül a delfinfélék (Delphinidae) családjába tartozó hosszúszárnyú gömbölyűfejű-delfin (Globicephala melas) egyik alfaja.

## Előfordulása
Az északi hosszúszárnyú gömbölyűfejű-delfin sokkal kisebb elterjedési területtel rendelkezik, mint a déli hosszúszárnyú gömbölyűfejű-delfin (Globicephala melas melas). Az állat az Atlanti-óceán északi részén található meg, az Amerikai Egyesült Államokbeli Dél-Karolinától az Azori-szigetekig és Marokkóig; észak felé Új-Fundlandtól Grönlandig, Izlandig és Észak-Norvégiáig. A Földközi-tenger nyugati felében is megtalálható.